# Мерни единици в Древен Египет
Еталонната мярка за дължина в Древен Египет е бил царският лакът (мех), представен като дълга 0,523 м. ръка, равняваща се на седем палми (седеп) и 28 пръста (джеба). По-голямата била пръчката (хет) от сто лакътя. При строителството архитектите използвали малкия лакът, който се състоял от 6 палми и 24 пръста. Итеру представлявал пътна мярка, приблизително равна на гръцкото скене и представляваща малко повече от 4000 лакътя (около 2 километра). Мерките за повърхност били сетшат, състоящ се от 1 квадратен хет (2735 квадратни метра) и неговите кратни – ремен от 1/2 сетшат, кесеб от 1/4 сетшат и са от 1/8 сетшат.
Мерките за обем са се променяли според измерваната стока. Основна мярка за зърното е хекат, равен на 4,54 л (или 4,785 л); кратните му били двойният, четворният хекат, а дробните му – частите от хекат. Йероглифният знак на хекат представлява буренце. Още гробницата на Хезире от III династия ни предоставя изображение на мерки от различна величина и боядисани в ярки цветове, които трябвало да служат за отмерване на зърното. При XVIII династия е използван и чер като равностойност на четворния хекат, като два чера се равняват на осем хеката. Мерките за течности са различни. Еталонната мярка била хену (делва) от 0,46 л, като дес е използван за отмерване на бирата, хебент – за виното и есенциите, мени – за масла и есенции, но днес равностойността на тези мерки не е ясна.
Еталонната теглилка била дебен, равна на десет ките от по 9 грама; за по-малки тежести използвали частите им. По време на епохата на Рамезидите различаваме дебен и ките от злато, сребро, мед с цел да им се придаде някаква монетна равностойност (виж пари). От гробниците са извадени голям брой каменни теглилки (от гранит, алабастър, хематит), а също и теглилки от бронз. Те са с кръгла, плоска или цилиндрична форма, имитират глава на бик, на газела или на други животни, но не носят никакво обозначение.